# Knob Lick
Knob Lick es un lugar designado por el censo ubicado en el condado de Saint François en el estado estadounidense de Misuri. En el Censo de 2020 tenía una población de 147 habitantes y una densidad poblacional de 57,20 habitantes por km². Fue incluido como CDP en el censo de 2020. 

## Geografía
Knob Lick se encuentra ubicado en las coordenadas 37°40′42″N 90°22′04″O / 37.67833, -90.36778.Según la Oficina del Censo de los Estados Unidos,  tiene una superficie total de 2,57  km², todos correspondientes a tierra firme.